# Port Royal (Pennsylvanie)
Pour les articles homonymes, voir Port-Royal.
Port Royal est un borough situé au centre du comté de Juniata, en Pennsylvanie, aux États-Unis,. En 2010, il comptait une population de 642 habitants, estimée au 1er juillet 2020 à 956 habitants. Le borough est incorporé le 4 avril 1843.

## Démographie
Lors du recensement de 2010, le borough comptait une population de 925 habitants. Elle est estimée, en 2020, à 956 habitants.

### Source de la traduction
- (en) Cet article est partiellement ou en totalité issu de l’article de Wikipédia en anglais intitulé « Port Royal, Pennsylvania » (voir la liste des auteurs).